# The Damned
The Damned — англійський панк-рок-гурт, який заснували в Лондоні в 1976 провідний вокаліст Дейв Венієн, гітарист Браєн Джеймс, басист (і пізніше гітарист) Кептен Сенсебл і барабанщик Рет Скейбіз. Вони були найпершим панк-рок-гуртом з Великої Британії, що випустив сингл («New Rose» (1976)), альбом Damned Damned Damned (1977) і здійснили турне Сполученими Штатами. Дев'ять їхніх синглів увійшли до Топ 40UK Singles Chart.
Колектив розпався на короткий час після виходу їхнього другого альбому Music for Pleasure (1977), який різко критикували. Потім вони знов зібрались, вже без Браєна Джеймса, і випустили Machine Gun Etiquette (1979). До початку 1980-х гурт еволюціонував у лідерів готичного року. Впродовж 80-х випустили чотири студійні альбоми The Black Album (1980), Strawberries (1982), Phantasmagoria (1985) та Anything (1986). Два останні альбоми були записані без Кептена Сенсебла, який покинув гурт у 1984. 1988 року James і Sensible знову об'єднались щоб зіграти за їх задумом останній концерт гурту Damned наживо. Він вийшов наступного року а альбомі наживо Final Damnation.
Потім гурт зібрався в новому складі для турне 1991 року. У 1995 колектив випустив новий альбом Not of This Earth, на якому Скейбіз зіграв за команду востаннє. Після цього були Grave Disorder (2001) і So, Who's Paranoid? (2008).
Попри численні зміни складу, нинішні музиканти Веніен, Сенсебл, клавішник Монті Охіморон, барабанщик Пінч і басист Стью Вест грають разом починаючи з 2004.

## Історія

### Заснування і роки на лейблі Stiff (1976—1978)
Дейв Веніен (Дейвід Леттс), Кептен Сенсебл (Реймонд Бернз) і Рет Скейбіз (Кріс Міллар) були учасниками гурту Masters of the Backside, котрий також включав фронтвумен The Pretenders Кріссі Гінд. Браєн Джеймс (Браєн Робертсон) був учасником London SS, котрі ніколи не грали наживо, але мали в своєму складі музикантів, які пізніше прославились в The Clash і Generation X . Скейбіз познайомився з Джеймсом під час невдалої спроби прослуховування на місце барабанщика для London SS. Коли вони вирішили створити свій власний гурт, з Джеймсом на гітарі і Скейбізом на барабанах, то запросили Сіда Вішеза і Дейва Веніена для прослуховування на місце співака. Лише Веніен з'явився і отримав це місце. Сенсебл став басистом гурту і ця четвірка назвала себе The Damned.
The Damned відіграли свій перший концерт 6 липня 1976, на розігріві у Sex Pistols в 100 Club. Lo-fi запис концерту пізніше вийшов на альбомі Live at the 100 Club. Як частина процвітаючої панк-сцени, The Damned знову зіграли в клубі 20 вересня на 100 Club Punk Festival.
22 жовтня, за п'ять тижнів до виходу альбому Sex Pistols «Anarchy in the U.K.», Stiff Records випустили їхній перший сингл «New Rose». Таким чином The Damned став першим панк-рок гуртом в Об'єднаному Королівстві, що випустив сингл. Сторона Б сингла була швидкісним кавером на пісню The Beatles «Help!». Критик Нед Раггет схарактеризував New Rose як «безсмертний гімн романтичного розпачу ядерної сили».
Коли Sex Pistols випустили свій перший сингл, вони взяли The Damned, разом з The Clash і Johnny Thunders & The Heartbreakers, в ролі розігрівачів у своє перше грудневе турне «Anarchy Tour of the UK». Багато з запланованих концертів було скасовано організаторами або місцевою владою. Відбулися лише сім з приблизно двадцяти запланованих виступів. Ще до закінчення турне, менеджер Sex Pistols Малкольм Макларен звільнив The Damned.
18 лютого 1977 року вийшов перший альбом The Damned Damned Damned Damned, продюсером якого став Нік Лов. Це був перший повнометражний альбом британського панк-рок гурту. Він також містив новий сингл «Neat Neat Neat». Гурт вирушив на гастролі для підтримки цього альбому, в березні виступаючи на розігріві у T. Rex в їх останньому турне. Цієї ж весни вони стали найпершим британським панк-руртом, який гастролював Сполученими Штатами. За словами Брендана Маллена, засновника лос-анджелеського клубу The Masque, у своєму першому турне США вони грали концерти в дуже швидкому темпі, що допомогло надихнути першу хвилю хардкор-панку на західному узбережжі.
У серпні того ж року Лу Едмондз прийшов у колектив як другий гітарист. Цей розширений склад безуспішно намагався залучити відлюдькуватого Сіда Барретта до створення їхнього другого альбому. Після безуспішних намагань залучити Барретта, вони запросили його товариша по Pink Floyd Ніка Мейсона. У грудні цей альбом вийшов під назвою Music For Pleasure і його різко критикували. Ця невдача призвела до того, що лейбл Stiff Records виключив гурт зі свого складу. Скейбіз був також незадоволений альбомом і покинув колектив після запису. Його замінили майбутнім барабанщиком Culture Club Джоном Моссом, який грав у The Damned до того як вони вирішили розійтись у лютому 1978 року.

### Перше об'єднання іMachine Gun Etiquette(1978—1980)
Колишні учасники колективу працювали над серією побічних проєктів і записів соло, які не мали особливого комерційного успіху. Скейбіз створив гурт-одноденку «Les Punks» для концерту наприкінці 1978 року. Les Punks були свого роду об'єднанням заново The Damned (без Браєна Джеймса та Лу). В ньому грали Скейбіз, Веніен, Сенсебл і басист Леммі з Hawkwind і Motörhead. The Damned невдовзі експериментально відновились у складі «Les Punks», але спочатку виступали під назвою The Doomed щоб уникнути потенційних проблем з торговою маркою. Кептен Сенсебл грав на гітарі та клавішних, і, після короткого періоду з Леммі на басу для демо та декількох концертів і трохи довшого періоду з Генрі Бадовські на басу, місце басиста зайняв Елджі Вард, у минулому музикант The Saints.
В квітні 1979 року вони знову зіграли концерт під назвою The Damned. Вокал Веніена відійшов від високого баритону ранніх записів до гладкого крунінгу, тоді як музика гурту набула мелодійного звучання, що часом було швидким та голосним, а часом розслабленим з мелодійними клавішними.
The Damned підписали контракт з Chiswick Records і знову засіли в студії. Вони випустили хітові сингли «Love Song» і «Smash It Up», після чого у 1979 році Machine Gun Etiquette, а потім кавер на пісню «White Rabbit» гурту Jefferson Airplane, з їхньою новою піснею «Rabid» на стороні Б.
Альбом Machine Gun Etiquette зазнав значного впливу гаражного року 1960-х, з використанням електричний електричного органу Farfisa в декількох піснях. Запис на Wessex Studios одночасно з The Clash, що записували London Calling, призвів до появи голосів Джо Страммера і Ніка Джонса. Прихильники та критики були приємно здивовані а Machine Gun Etiquette отримав переважно позитивні відгуки; Айра Роббінз та Джей Паттін схарактеризували цей альбом як «Великий запис гурту, якого вже багато хто поховав».

### Успіх на великих лейблах у 1980-х
Вард покинув гурт 1980 року і його замінив Пол Грей, колишній музикант Eddie and the Hot Rods. The Black Album вийшов того ж року. Це був подвійний альбом, три сторони якого складались зі студійних записів, включаючи театралізовану 17-хвилинну пісню «Curtain Call». Четверта сторона була збіркою пісень, записаних наживо в Шеппертоні. Це був їхній останній альбом для Chiswick.
У 1981 році The Damned на лейблі NEMS випустили «Friday the 13th», E.P. з чотирьох пісень. Він містив оригінальні треки «Disco Man», «Billy Bad Breaks», «Limit Club» (триб'ют Малкольму Овену, колишньому провідному вокалісту панк-рок гурту The Ruts), і кавер на пісню 60-х років «Citadel» гурту The Rolling Stones.
1982 року The Damned випустили свій єдиний альбом на Bronze Records, Strawberries. Тепер гурт розширився до квінтету і мав у своєму складі постійного клавішника Романа Джагга. Наступний альбом групи був записаний без Сенсебла, який був зайнятий сольним проєктом. Це була звукова доріжка до картинкового фільму 1960-х Give Daddy the Knife, Cindy.

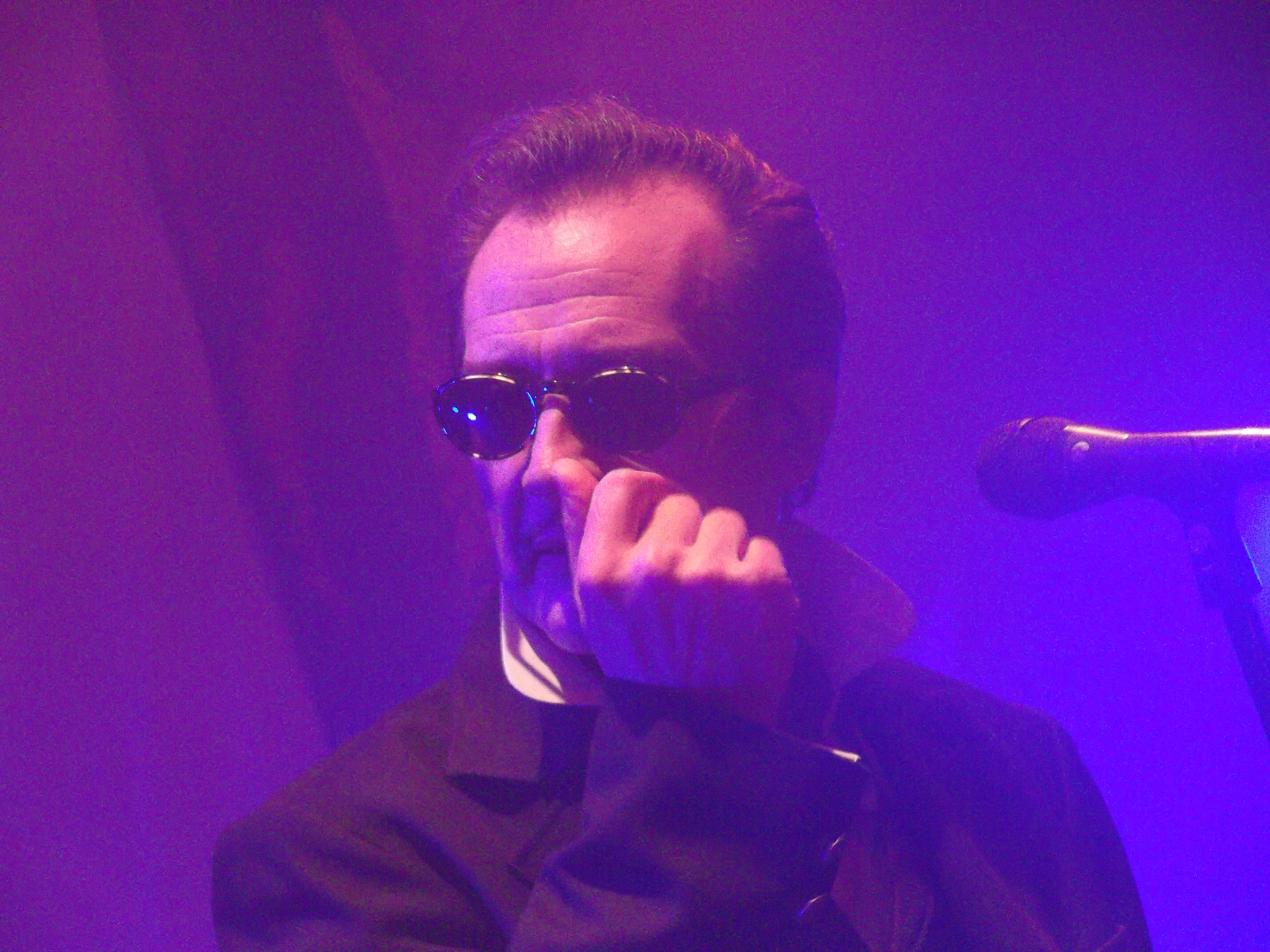
Vanian in 2013.

Від самого початку існування колективу Веніен виступав на сцені під виглядом вампіра, у білому гримі та урочистому вбранні. Після того як Сенсебл покинув колектив, образ Веніена став характернішим для всього гурту. The Damned підписали контракт з великим лейблом MCA. Сингл «Grimly Fiendish» з альбому 1985 року Phantasmagoria посів 21 місце в британському чарті. Іншим хітом з цього самого альбому був «The Shadow of Love» з його тужливим звучанням.
В січні 1986 сингл «Eloise», що був кавером на пісню Беррі Раєна 1968, посів третє місце в британському чарті, яке є найвищим для гурту станом на 2016 рік.
Але наступний альбом 1986 Anything був комерційним провалом.

### 1990-і дотепер
В 1993 гурт об'єднався знову у новому складі: Скейбіз, Веніен, гітарист Кріс Доллімор (колишній учасник The Godfathers), Alan Lee Shaw, і басист Муз Гарріс (колишній учасник New Model Army). Десь у той час два визначних сучасних рок-гурти створили кавери на їхні пісні: Guns N' Roses записали «New Rose» для свого альбому "The Spaghetti Incident?" (1993), тоді як The Offspring записали «Smash It Up» для звукової доріжки до фільму Бетмен назавжди (1995). Обидва кавери вийшли на відомих лейблах, що привернуло додаткову увагу до музики Damned, часом серед молодих слухачів, що були до цього не знайомі з їх творчістю.
Новий повний альбом Not of This Earth вийшов наприкінці 1995 року.
2001 року ансамбль видав новий альбом Grave Disorder на лейблі Nitro Records, і пропагував його постійними гастролями.
28 жовтня 2008 The Damned випустили для завантажування свій десятий студійний альбом So, Who's Paranoid?, після чого його видав у традиційному форматі лейбл the English Channel 10 листопада (Об'єднане Королівство) і 9 грудня (США).
В листопаді 2012 The Damned отримали визнання за свій вклад в британську музику, коли здобули нагороду the Classic Rock outstanding contribution award за служіння рок-музиці впродовж більш ніж 36 років.

## Дискографія
- Damned Damned Damned (1977)
- Music for Pleasure (1977)
- Machine Gun Etiquette (1979)
- The Black Album (1980)
- Strawberries (1982)
- Phantasmagoria (1985)
- Anything (1986)
- Not of This Earth (1995)
- Grave Disorder (2001)
- So, Who's Paranoid? (2008)

## Учасники гурту
Теперішній склад
- Дейв Веніен − вокал (1976–дотепер)
- Кептен Сенсебл − бас (1976—1978); гітара (1978—1984, 1989, 1991, 1996–дотепер)
- Монті Оксіморон − клавішні (1996–дотепер)
- Пінч − барабани (1999–дотепер)
- Стью Вест − бас (2004–дотепер)

Колишні музиканти
- Браєн Джеймс − гітара (1976—1978, 1988—1989, 1991)
- Рет Скейбіз − барабани (1976—1977, 1978—1996)
- Лу Едмондз − гітара (1977—1978)
- Дейв Берк − барабани (1977)
- Генрі Бадовські − бас (1978)
- Джон Мосс − барабани (1978)[36]
- Леммі — бас (1978)
- Елджі Вард − бас (1978—1980)
- Гері Голтон − вокал (1978)
- Пол Грей − бас (1980—1983, 1989, 1996)
- Роман Джагг − клавішні (1981—1989) гітара (1984—1989)
- Брін Меррік − бас (1983—1989)
- Пол Шеплі − клавішні (1985—1989)
- Кріс Доллімор − гітара (1993—1996)
- Ален Лі Шоу − гітара (1993—1996)
- Джейсон «Муз» Гарріс − бас (1993—1996)
- Геррі Дредфул − барабани (1996—1999)
- Патрісія Моррісон − бас (1997—2005)
- Спайк Сміт − барабани (1999)